# Hungerton
Hungerton – przysiółek w Anglii, w Lincolnshire. Leży 42,2 km od Lincoln i 155,3 km od Londynu. Hungerton jest wspomniana w Domesday Book (1086) jako Hungretune.